# Tencóna
Tencóna (zastarale tensona nebo tenzona) je trubadúrská lyrická básnická forma, užívaná převážně v provensálské poezii. Dnes se téměř nevyskytuje. Jedná se o reálný či stylizovaný poetický souboj dvou básníků, pořádaný na dvoře nějakého šlechtice. Jedná se také o jednu z nejkomplikovanějších básnických forem evropské poezie vůbec.
Tencóna se skládá ze tří částí.
- První částí je námět. Tuto sloku napíše zadávající a souboj pořádající šlechtic, jedná se o čtyřverší, rýmované podle schématu abab. Verše v této části si pro další použití označíme jako 1,2,3,4. Pokaždé, kdy bude v rýmovém schématu básně v následujícím textu použito číslo 1-4, bude to znamenat, že se opakuje příslušný verš z prvního čtyřverší.
- Druhou částí tencóny je řešení námětu prvního básníka, účastnícího se souboje. Skládá se ze čtyř slok, celkově rýmovaných podle schématu cddccaaee1 fggffbbhh2 ikkiiaall3 mnnmmbboo4.
- Poslední částí tencóny je polemika s tímto řešením od jiného básníka - popírá tedy druhou část a nabízí řešení lepší. S tímto řešením se autor u stylizované tencóny (viz dále) většinou ztotožňuje. Stejně jako u druhé části, skládá se ze čtyř slok, jenže na jiné rýmy: jejich celkové rýmové schéma je pqqppbbrr4 sššssaatt3 vuuvvbbxx2 yyyzzaažža.

U každé z částí je (i u stylizované tencóny) uvedeno jméno básníka, který ji napsal. Všechny sloky tencóny jsou pochopitelně psány stejným veršem.
Tencóna je vlastně dvojitá kancóna s poněkud upraveným schématem rýmů a přidanou první částí, přesto je ovšem vznik tencóny z kancóny zřejmý.
Vedle skutečných tencón, kde všechny tři díly skutečně psali různí lidé, jak je naznačeno v úvodním odstavci, existují také tencóny stylizované, kdy všechny části píše jeden básník. Jména básníků, připojená k jednotlivým částem, jsou v tomto případě buď skutečná nebo smyšlená, pokud jsou skutečná, básník tencóny se vědomě snaží napodobit styl onoho básníka a odhadnout jejich myšlenky, jak by je asi psal on.
V české poezii byl patrně prvním a jediným autorem tencón Jaroslav Vrchlický.
Básně, pojaté jako básnické dialogy, či básně, v nichž každou sloku či verš píše jiný autor (jako rozhovor s autorem druhým), jsou ve světové poezii velmi časté, doklady jsou prakticky ze všech světových literatur. Někdy jsou jako tencóna označovány souhrnně všechny tyto básně jakékoli formy, jde však o označení poměrně nepřesné.